# بنفشه سیسیلی
 بنفشه سیسیلی(نام علمی: Viola ucriana) نام یک گونه از سرده بنفشه است.